# ویکی‌پدیای مالاگاسی
ویکی‌پدیای مالاگاسی نسخه زبان مالاگاسی وب‌گاه ویکی‌پدیا است.  زبان مالاگاسی تا ۱۹ اوت ۲۰۱۱ بابیش‌از ۲۳,۰۰۰ مقاله در رده هفتادوپنجم ویکی‌پدیاها قرار گرفته‌است.